# Celebesica
Genre
Celebesica est un genre monotypique de passereaux de la famille des Campephagidae. Il contient une seule espèce d'échenilleurs.

## Répartition
Ce genre est endémique de l'île de Célèbes.

## Liste alphabétique des espèces
D'après la classification de référence du Congrès ornithologique international (version 8.2, 2018) :
- Celebesica abbotti (Riley, 1918) — Échenilleur d'Abbott

## Taxonomie
Ce genre a été créé par la classification de référence du Congrès ornithologique international (version 8.2, 2018) sur des critères phylogéniques.